# 刈込奈那
刈込 奈那（かりこみ なな、2000年12月13日 - ）は、千葉県出身の女子競輪選手。日本競輪選手会千葉支部所属、ホームバンクは千葉競輪場。日本競輪選手養成所第120期生。師匠は江本博明（90期）。

## 経歴
中学時代はバレーボールに打ち込み、敬愛学園高校進学後に自転車競技を始めた。2018年インターハイ女子ケイリン10位、女子個人ロードレース3位となるなど実績を残した。
2020年1月16日、日本競輪選手養成所第120回技能試験に合格。養成所競走成績は21位（1勝）。
2021年5月1日、静岡競輪場でデビューし7着。初勝利は2022年2月21日、平塚FII最終日一般戦。
2023年10月4日、松戸FII（第1回オールガールズクラシックでのアンダーカード）で初優勝。